# Oksana Masters
Pour les articles homonymes, voir Master.
Oksana Masters, née Oksana Alexandrovna Bondarchuk le 19 juin 1989 à Khmelnytskyï (RSS d'Ukraine), est une rameuse d'aviron, une coureuse cycliste, une biathlète et fondeuse handisport américaine.
Elle remporte de nombreuses médailles paralympiques lors des Jeux paralympiques d'hiver et d'été, notamment deux titres en ski de fond à l'édition de Pyeongchang en 2018 et deux en biathlon à Pékin en 2022 pour les éditions d'hiver, et deux titres en cyclisme aux Jeux de Tokyo en 2020 et un titre en Jeux de Paris en 2024.

## Biographie
Née en 1989 en RSS d'Ukraine, Oksana Masters est victime des radiations de la catastrophe nucléaire de Tchernobyl. Née sans tibias, une jambe plus courte que l'autre et six doigts à chaque main — cinq d'entre eux étant collés —, elle est abandonnée par ses parents devant la porte d'un orphelinat. En 2020, elle explique dans un reportage de The Players Tribune qu'elle a été violée de ses cinq à ses sept ans, vendue au plus offrant par les employés de l'orphelinat.
Elle est adoptée en 1996 par Gay Masters, une professeure d'orthophonie américaine qui vit dans l'État de New York. Elle déménage à Louisville quand sa mère obtient un poste à l'Université de Louisville. À L'âge de 14 ans, on l'ampute finalement des deux jambes.

## Carrière

### Jeux paralympiques d'été
Elle commence l'aviron comme un hobby mais après quatre ans d'entraînement, on lui propose de s'associer avec Rob Jones (en) sur l'épreuve de deux de couple mixte en vue des Jeux paralympiques d'été de 2012. Ils remportent la médaille de bronze en 4 min 05 s 56. Blessée au dos, elle abandonne l'aviron et se tourne vers le cyclisme et le ski de fond.
Elle débute le cyclisme en 2014 et dès l'année suivante, elle remporte une médaille de bronze sur la course sur route à championnats du monde 2015 et termine 4e de la contre-la-montre. Elle se qualifie pour les Jeux paralympiques d'été de 2016 où elle termine 4e de la course en ligne et 5e du contre-la-montre.
Début 2021, on lui découvre une tumeur dans la jambe et elle doit être opérée pour la retirer. Neuf semaines après, peu avant les Jeux paralympiques de 2020, elle remet ses prothèses et réapprend à marcher avec. Elle réussit à se qualifier et rafle deux médailles d'or.

### Jeux paralympiques d'hiver
Pour ses troisièmes Jeux d'hiver en 2022, elle obtient l'or sur le 6 km assis en biathlon en 20 min 51 s 02 avec 100% de réussite au tir. C'est son premier titre en biathlon après deux médailles d'argent en 2018.

### Distinctions
- 2020 : Laureus World Sports Awards du sportif handisport de l'année[10]

## Palmarès

### Jeux paralympiques

#### Biathlon
| Épreuve / Édition | 6 km assis | 10 km assis | 12,5 km assis |
| ----------------- | ---------- | ----------- | ------------- |
| 2014 Sotchi       | 4e         | 8e          | —             |
| 2018 Pyeongchang  | Argent     | —           | Argent        |
| 2022 Pékin        | Or         | Argent      | Or            |

#### Ski de fond
| Épreuve / Édition | 1,1 km sprint assis | 5 km assis | 12 km assis |
| ----------------- | ------------------- | ---------- | ----------- |
| 2014 Sotchi       | 4e                  | Bronze     | Argent      |
| 2018 Pyeongchang  | Or                  | Or         | Bronze      |
| 2022 Pékin        | Argent              | Argent     | Argent      |

#### Cyclisme
| Épreuve / Édition   | Course en ligne | Contre-la-montre |
| ------------------- | --------------- | ---------------- |
| 2016 Rio de Janeiro | 4e              | 5e               |
| 2020 Tokyo          | Or              | Or               |
| 2024 Paris          | -               | Or               |

#### Aviron
| Épreuve / Édition | Deux de couple TA         |
| ----------------- | ------------------------- |
| 2012 Londres      | Bronze · (avec Rob Jones) |